# Agrotis procellaris
Agrotis procellaris là một loài bướm đêm thuộc họ Noctuidae. Đây từng là loài đặc hữu của đảo Laysan, quần đảo Tây Bắc Hawaii, Hoa Kỳ. Loài này đã tuyệt chủng.